# Jefferson Columbus Davis
Ne doit pas être confondu avec Jefferson Davis.
Jefferson Columbus Davis (né le 2 mars 1828 dans le comté de Clark, État de l'Indiana, et décédé le 30 novembre 1879 à Chicago, État de l'Illinois) fut un officier de carrière dans l'United States Army qui servit durant la guerre américano-mexicaine, la guerre de Sécession, et les guerres indiennes. Il est enterré dans le cimetière de Crown Hill à Indianapolis dans l'État de l'Indiana.

## Avant la guerre
Jefferson Columbus Davis s'engage le 22 juin 1846 dans le 3rd Indiana Infantry Regiment en tant que caporal.
Il sert alors lors de la guerre contre le Mexique et est promu second lieutenant le 17 juin 1842 et est alors affecté au 1st US Artillery. Le 29 février 1852, il est promu premier lieutenant. Il est alors affecté au fort Sumter à Charleston en Caroline du Sud, devenant ainsi le premier commandant du fort.

## Guerre de Sécession
Jefferson Columbus Davis est promu capitaine au début du conflit le 14 mai 1861. Il est nommé colonel du 22nd  Indiana Infantry Regiment le 1er août 1861. Il commande une brigade à la bataille de Wilson's Creek. Il est promu brigadier général des volontaires le 18 décembre 1861. Il est breveté commandant le 9 mars 1862 pour bravoure et service méritant à la bataille de Pea Ridge Ark alors qu'il commande la 3rd division de l'armée du Sud-Ouest.
Le 29 septembre 1862, il tue d'un coup de révolver le général William Nelson à la suite d'une altercation. Il est alors mis aux arrêts puis relâché. Il rejoint alors son poste. Jefferson C. Davis commande la 4th division de l'armée du Mississippi lors du siège de Corinth. Il commande alors la 1st division du XIV Corps lors de la bataille de Murfreesboro puis la 1st division du XX Corps à la bataille de Chickamauga. Il ne sera jamais jugé pour le meurtre du général Bull Nelson. 
Il est breveté lieutenant colonel le 15 mai 1864 pour bravoure et service méritant à la bataille de Resaca en Géorgie puis colonel de 20 mai 1864 pour les mêmes motifs lors de la prise de Rome. Il est breveté major général des volontaires le 8 août 1864. Le 13 mars 1865, il est breveté brigadier général pour bravoure et service méritoire lors de la bataille de Kenesaw Mountain et major général pour les mêmes motifs lors de la bataille de Jonesboro.

## Après la guerre
Jefferson Columbus Davis quitte le service actif des volontaires le 1er septembre 1866 et réintègre l'armée régulière en tant que colonel du 23rd US Infantry le 28 juillet 1866.